# トゥームレイダー (パチスロ)
トゥームレイダーは、2006年10月にビスティが発売したパチスロ機。コンピュータゲーム『トゥームレイダー』とのタイアップ機。
「最後の大物4号機」として鳴り物入りで登場した（実際本機の後に発売された4号機は『ダブルバー・ビッグウェーブ』『ネオフルーツチャンス』（いずれも山佐）のわずか2機種である）。

## 内部システム
基本的なシステムはA-400タイプのストック機となっているが、内部にストックされるのはビッグボーナスのみで、レギュラーボーナスはフラグ成立後即放出される。
ビッグボーナスの放出契機は基本的に
- 小役が規定回数成立（いわゆるRT解除）
- チェリー・スイカが各1回ずつ以上成立すると突入する高確率状態中に再度チェリーもしくはスイカを引き、ボーナス抽選に当選する
- レギュラーボーナス終了後に突入する超高確率状態中にチェリーもしくはスイカを引き、ボーナス抽選に当選する

の3つ。ちなみに（超）高確率状態は最大で50G継続するが、途中チェリー・スイカでボーナス抽選に当選すると、その（超）高確率状態は終了する。なお（超）高確率状態中にチェリー・スイカが各1回ずつ以上成立するかレギュラーボーナスに当選すると、滞在中の（超）高確率状態を消化後（ビッグボーナス成立の場合はボーナス消化後すぐ）に新たに（超）高確率状態に入るほか、（超）高確率状態中にRT解除を迎えた場合はビッグボーナス消化後に再び（超）高確率状態に入り残りゲームを消化する。
内部モードは通常A・通常B・連荘モードの3つ。このうち通常A・通常Bモード時は最大で小役450回成立（概ねゲーム数で1500ゲーム弱が目安）、連荘モード時は最大で小役60回成立（同じく200ゲーム程度が目安）でビッグボーナスが放出される（小役天井）。なおモード移行は小役が規定回数成立することによるRT解除でしか行われないほか、RT解除に関わる小役のカウントはレギュラーボーナスや（超）高確率状態中のビッグボーナス放出、設定変更等では一切リセットされない。